# مارتا ماي
مارتا ماي (بالإسبانية: Marta May)‏ هي ممثلة إسبانية، ولدت في 14 يونيو 1939 في إسبانيا.

## وصلات خارجية
- مارتا ماي على موقع IMDb (الإنجليزية)
- مارتا ماي على موقع ألو سيني (الفرنسية)
- مارتا ماي على موقع قاعدة بيانات الفيلم (الإنجليزية)
- مارتا ماي على موقع كينوبويسك (الروسية)